# Square de l'Aspirant-Dunand
Le square de l'Aspirant-Dunand est un espace vert du 14e arrondissement de Paris.

## Situation et accès
L'accès au square se fait par les rues Brézin, Mouton-Duvernet et Saillard.
Ce site est desservi par la ligne 4 à la station de métro Mouton-Duvernet.

## Origine du nom
Le nom du square est un hommage à l'aspirant Jean-Louis Dunand (1918-1940), fils de Jean Dunand, un artiste français d'origine suisse. Jean-Louis Dunand était un enfant du quartier, mort pour la France le 20 juin 1940.

## Caractéristiques
Le square compte une quarantaine d’arbres, essentiellement des platanes.
Il accueille une fontaine du sculpteur Gilbert Privat (1892-1969), missionné pour embellir les alentours de la mairie du 14e arrondissement ; l'artiste vivait non loin, 41 rue Boulard. Sur un bas-relief, deux silhouettes féminines nues se désaltèrent autour d'un masque (rappelant les dieux fleuves de l'Antiquité), dont l'eau sort de la bouche ; le décor en arrière-plan évoque une frondaison d'arbres.

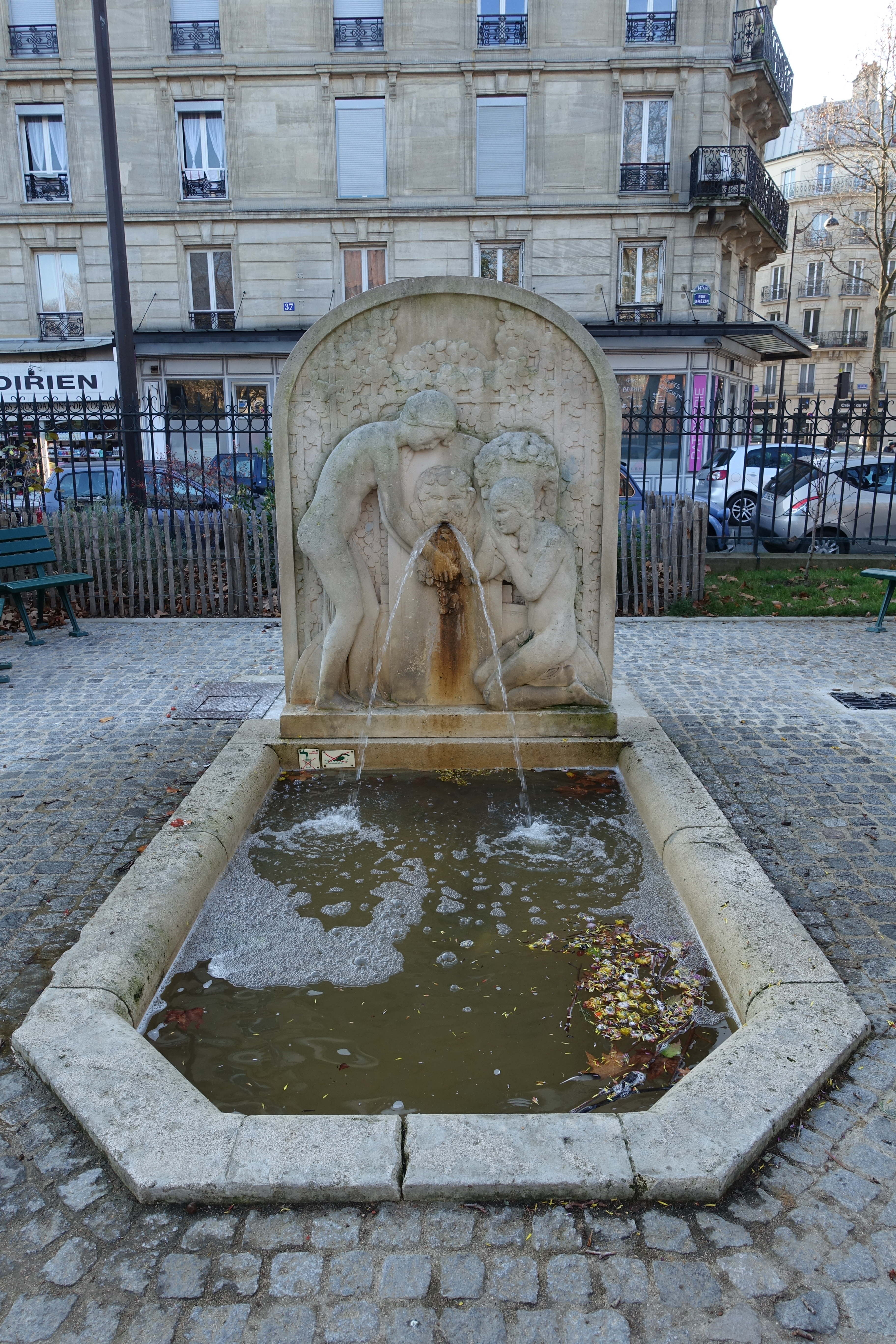
Fontaine.
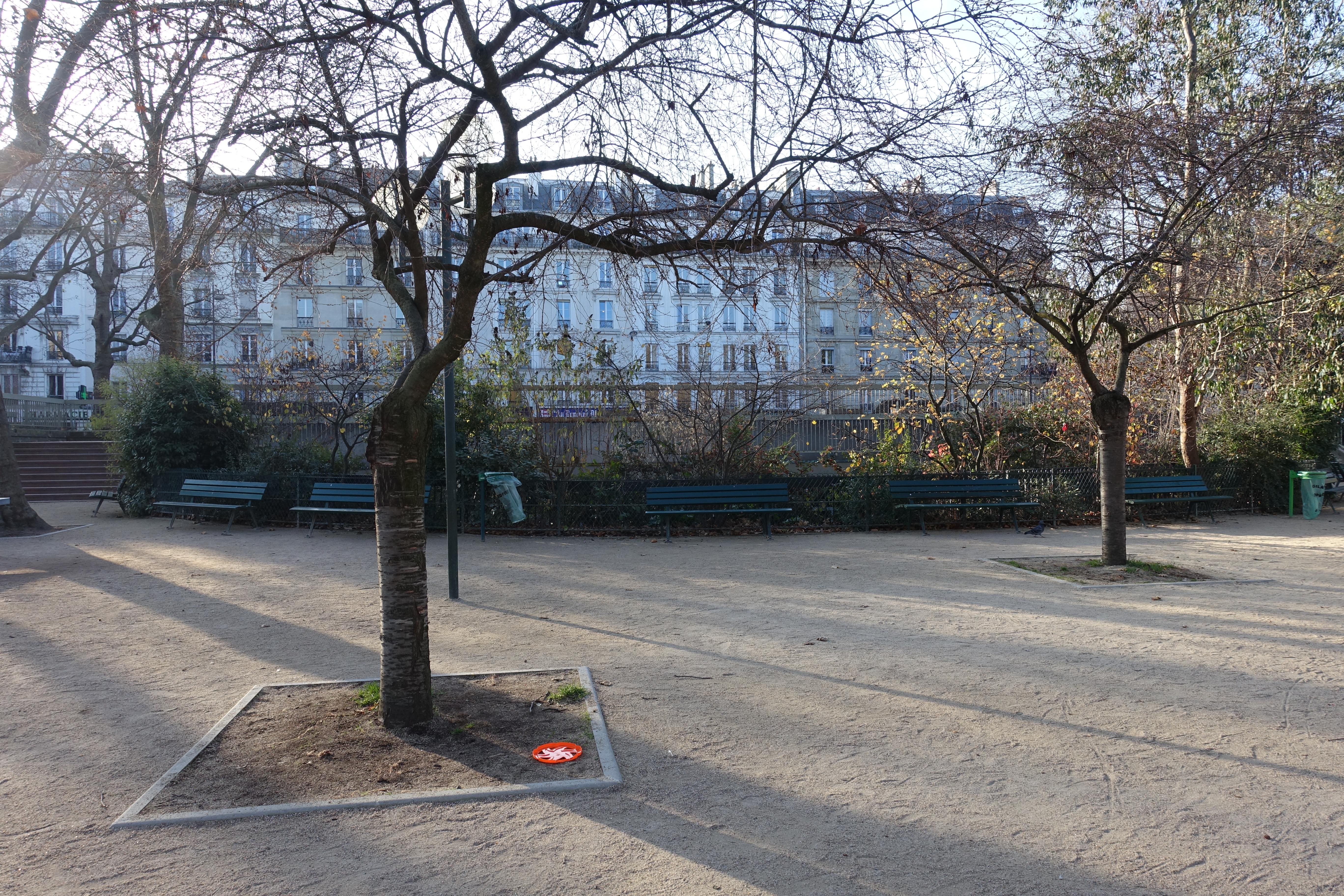
Autre vue du square.
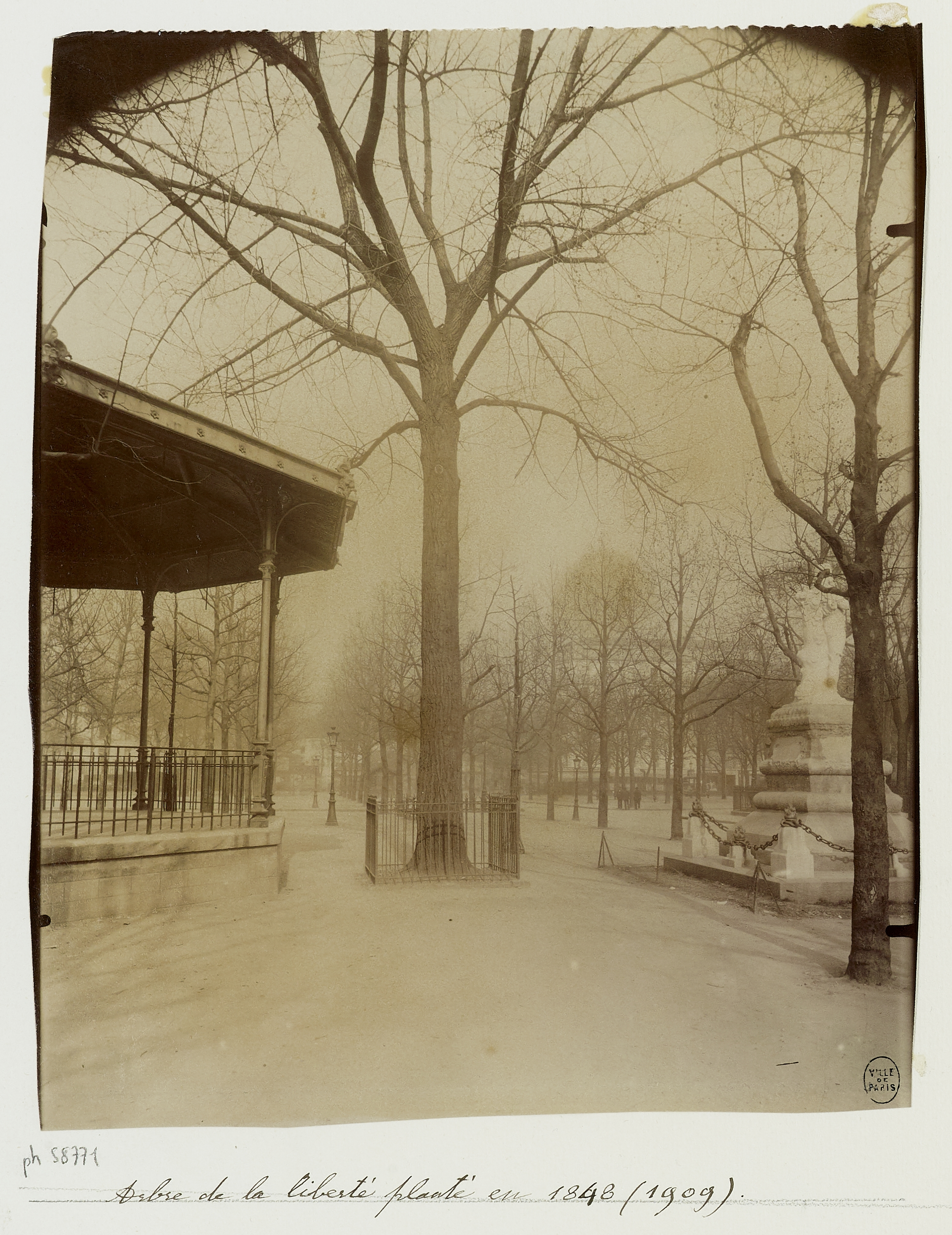
Arbre de la liberté  planté en 1848, photo prise en 1909.

Une statue du théologien Michel Servet par Jean Baffier (1908), initialement destinée à la place Maubert puis placée en bordure de la rue Mouton-Duvernet avant son arrivée au square, y est aussi installée. Elle est entourée de massifs d’arbustes, de haies et de décorations florales.
Henri Calet, dans Le tout sur le tout (chapitre XXXV), en fait cette description : « Il est couvert de chaînes, accoutré seulement de haillons, il porte fièrement un long bouc, ce qui donne à son visage une expression assez machiavélique. Peu importe, nous l’admirons. C’est notre grand homme, une espèce de saint laïque, une victime de l’intolérance. Il demeure tel un exemple de grandeur pétrifiée pour nous tous. »
Il est lié à la personnalité d'Henri Rochefort, journaliste d'extrême droite antisémite, et à un courant de la droite nationaliste, issue du boulangisme et de l'antidreyfusisme. Il s'agit d’offrir une réplique nationaliste et républicaine aux statues anticléricales contemporaine d'Étienne Dolet place Maubert et du chevalier de La Barre square Nadar à Montmartre, lieux de mémoire et de commémoration des libres-penseurs socialistes. C'est un acte intentionnel d'antiprotestantisme politique contre une république dont un grand nombre de serviteurs sont calvinistes. Henri Rochefort veut ainsi défendre le catholicisme, attaqué selon lui dans le cadre de l'affaire Dreyfus par les protestants, alliés des juifs et des francs-maçons de gauche,.

Statue de Michel Servet
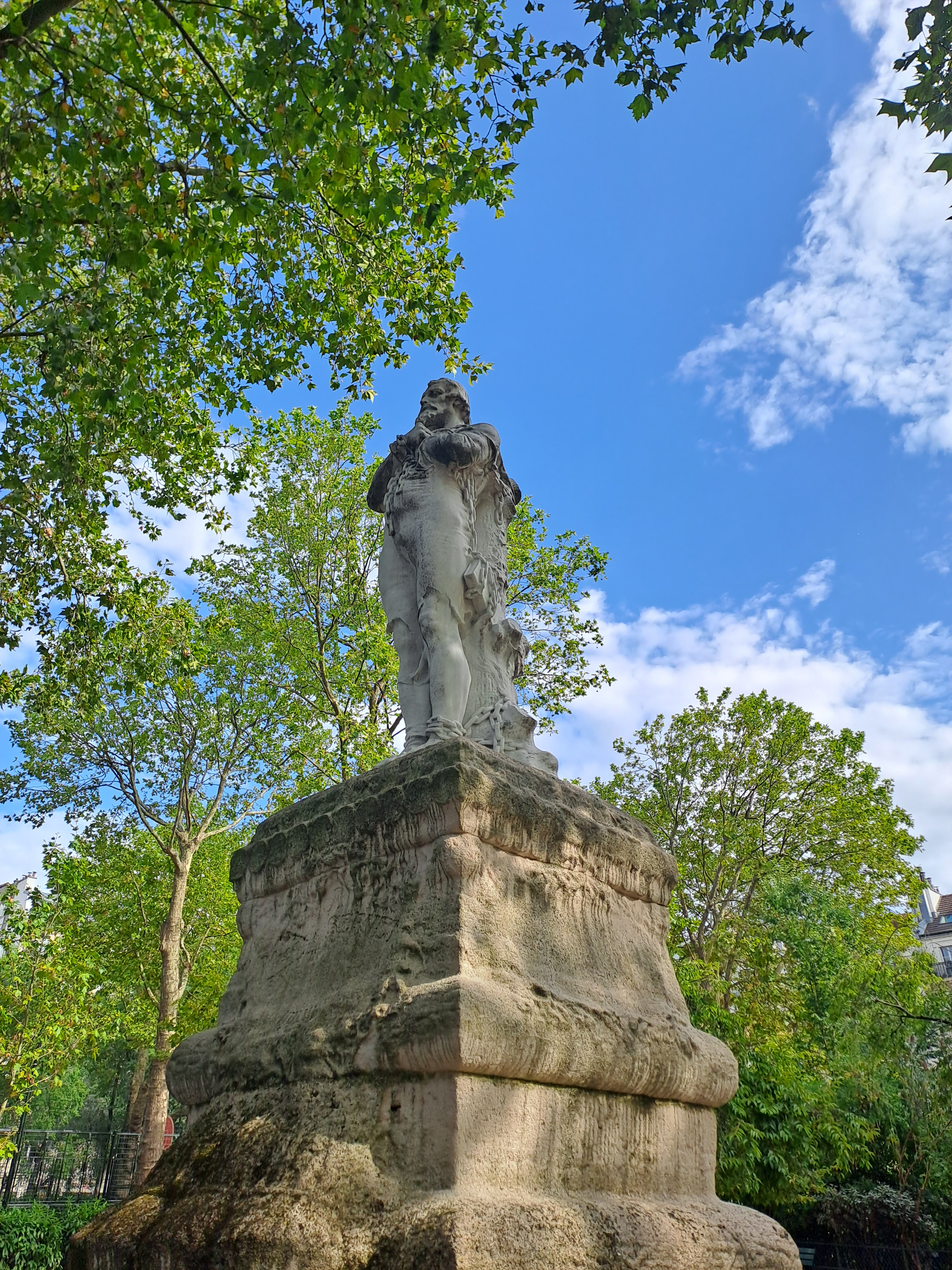
De face.
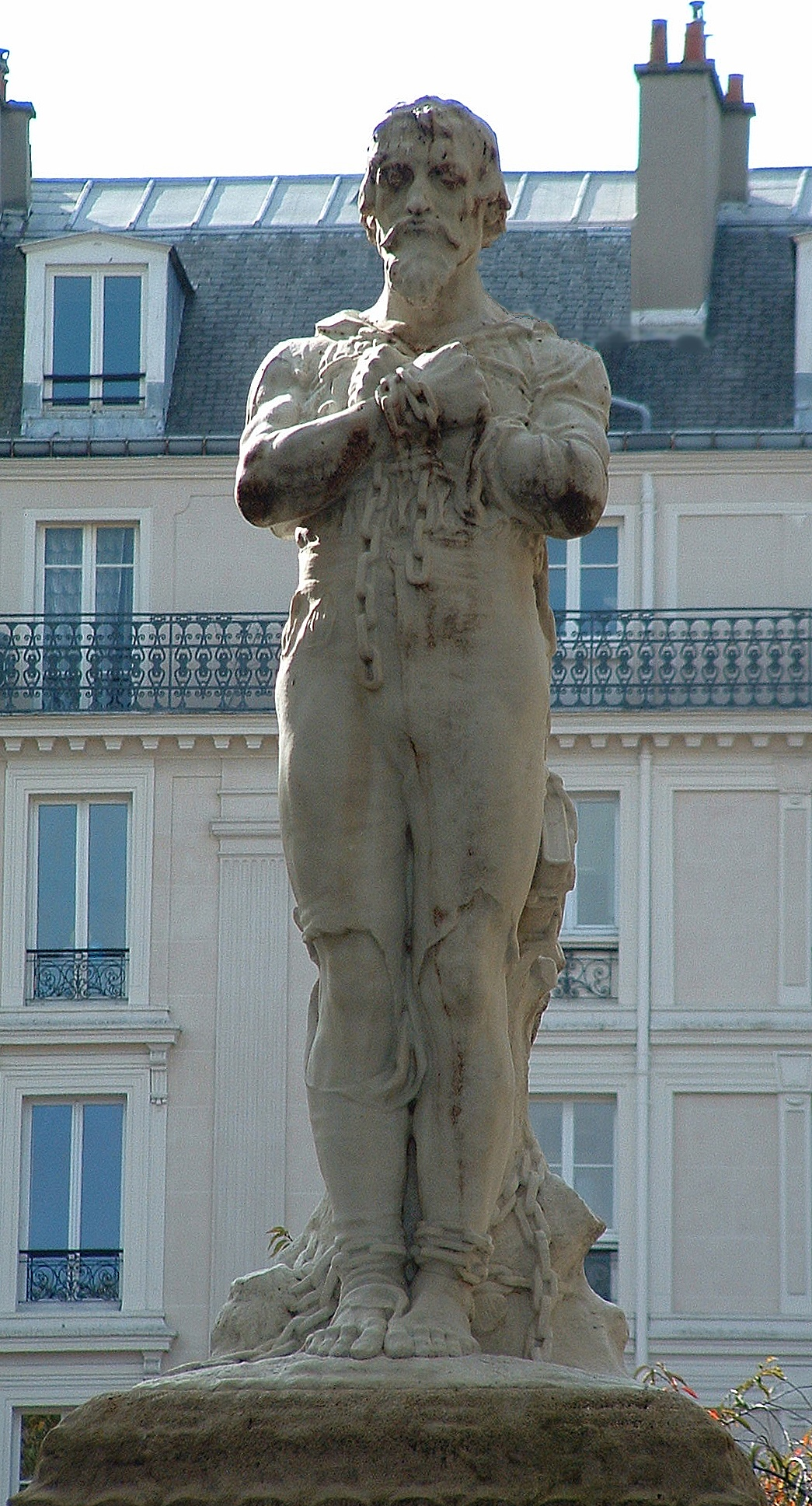
Détail.
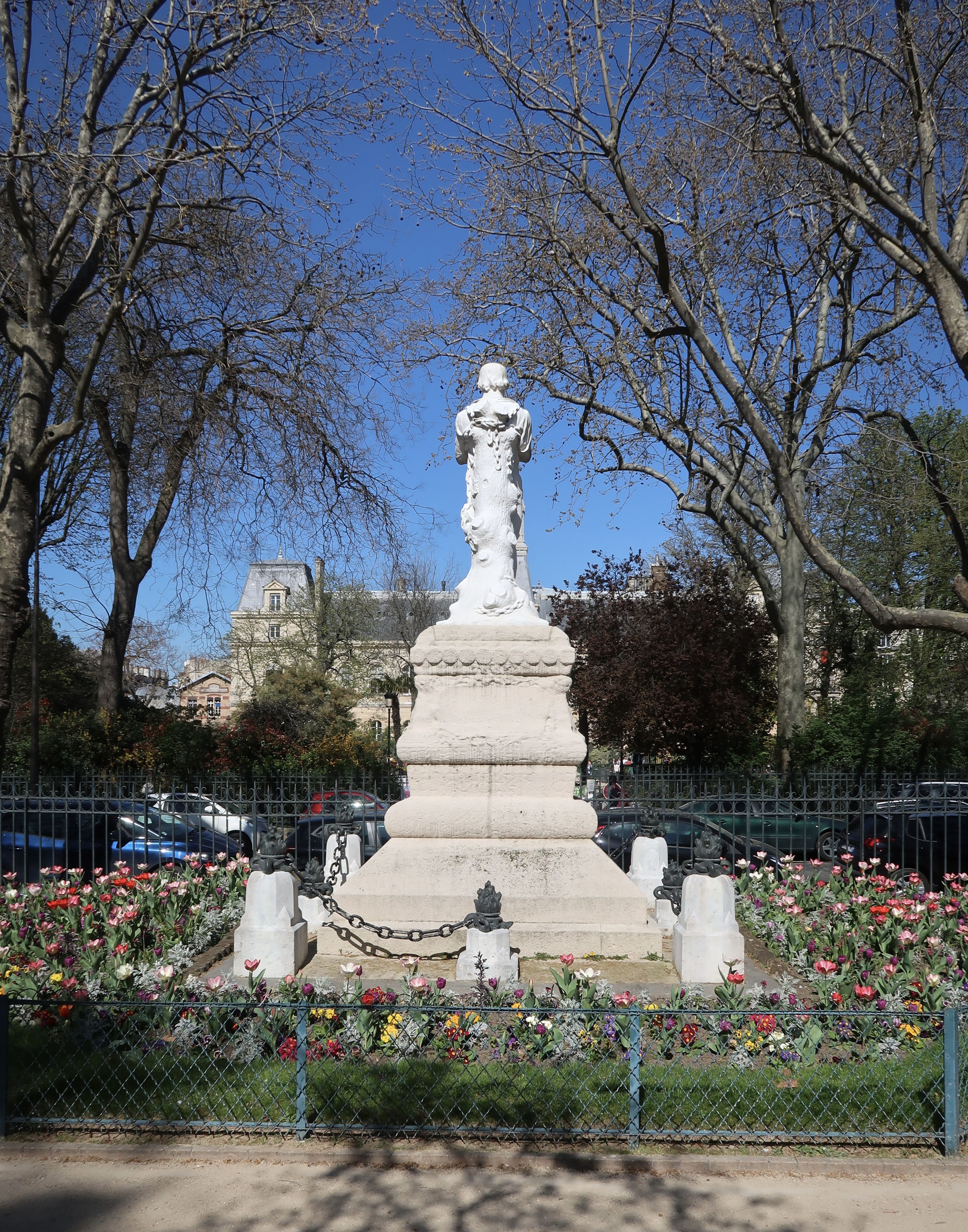
Vue de dos.

.

## Historique
En octobre 1848 a été planté, sur ce qui était appelée la place de Montrouge, un arbre de la liberté. Dans le cadre de la transformations de Paris sous le Second Empire, le baron Haussmann fait aménager la place devant la mairie du 14e arrondissement qu'il fait agrandir. Face à la mairie, est construit en 1866 le marché Brézin. Ce marché couvert suit le modèle des halles dite Baltard, comme la halle Secrétan dans le 19e arrondissement ou le marché Saint-Quentin dans le 10e arrondissement. Il est délimité par la rue Brézin, la rue Saillard, l'ancienne rue Francis-Garnier (supprimée) et la rue Durouchoux  (actuelle rue Pierre-Castagnou).
En 1932, le marché couvert est détruit et la rue Francis-Garnier supprimée (le nom de la rue est transférée à l'actuelle rue Francis-Garnier dans le 17e arrondissement). Un square est aménagé à son emplacement. Depuis 1982, son sous-sol abrite une piscine de 25 mètres de long. En 1996 y est planté un grand cèdre du Liban, en hommage au poète et peintre libanais Gibran Khalil Gibran
Début 2020 ont lieu des travaux d'extension du square vers la place Gilbert-Perroy.